# 大野豌豆
大野豌豆（学名：Vicia sinogigantea）是豆科野豌豆属的植物，为中国的特有植物。分布在中国大陆的陕西、四川、湖北、云南、华北、河南、甘肃等地，生长于海拔600米至2,900米的地区，常生长在草丛、林下、河滩及灌丛，目前尚未由人工引种栽培。

## 别名
薇（诗经）、薇菜（重要牧草栽培）、大巢菜（中国高等植物图鉴）、扁豆（山西）、山木樨（河北）、山扁豆